# Pelobacter
Pelobacter (del griegoː «pelos»: barro) es un género de bacterias de la familia Pelobacteraceae. Las células tienen forma de bacilo y se pueden observar solos, formando parejas o cadenas. Tienen un metabolismo fermentativo.